# 徐家平
徐家平（1964年12月—），女，河南博爱县人，1987年毕业于郑州大学中文系汉语言文学专业，河南省委党校法学硕士学位；1984年11月加入中共，1987年7月进入河南省外事办（旅游局）人事处工作。现任安阳市人大常委会主任。

## 简历
2010年7月，任河南省档案局纪委书记；2011年8月，任济源市纪委书记；2015年2月，任安阳市纪委书记；2017年12月，任中共安阳市委副书记、统战部部长，市委党校校长；2020年5月，任安阳市人大常委会主任、党组书记。